# Fly by Night
《Fly by Night》는 1975년 2월 15일, 머큐리 레코드에서 발매된 캐나다의 록 밴드 러시의 두 번째 스튜디오 음반이다. 이 음반은 이 밴드가 알려지게 된 프로그레시브 록의 요소들을 보여주는 첫 번째 러시의 음반이었다. 그것은 또한 작사가이자 드러머인 닐 피어트를 연주한 첫 번째 작품이기도 하다.

## 배경 및 녹음
1974년 3월, 기타리스트 알렉스 라이프슨, 드러머 존 럿시, 가수 겸 베이시스트 게디 리로 구성된 두 번째 러시 라인업이 자신들의 자칭 데뷔 음반을 발표했다. 하지만 이후 4개월 동안 럿시는 당뇨 합병증으로 병에 걸려 그룹이 교체된 제리 필딩으로 계속 자리를 비워야 했다. 럿시는 라이프슨과 리는 투어에서의 건강 관리의 어려움과 그들 사이의 음악적 차이 때문에 럿시가 떠나는 것이 최선이라고 결정하기 전에 한 달간의 클럽 데이트에 다시 합류했다. 리는 "처음에는 죄책감에 시달렸지만, 우리는 그것이 꼭 그래야 한다는 것을 깨달았습니다. 그는 행복하지 않았고 우리는 행복하지 않았습니다."라고 말했다.
러시는 다섯 명의 드러머를 오디션했는데, 그 중 네 번째는 J.R. 플러드라는 지역 밴드의 닐 피어트였다. 이 세 사람은 러시가 나중에 《Fly by Night》를 위해 녹음한 그룹에 있는 동안 주로 작곡된 곡인 〈Anthem〉을 따라 연주했다. 라이프슨과 리는 피어트의 스타일에 너무 감명받아서 그들의 곡에 차트를 써서 준비한 다섯 번째 드러머가 따라 하기에는 당혹감을 느꼈다. 피어트는 이 밴드의 첫 미국 투어가 8월 14일 펜실베이니아주 피츠버그의 시빅 아레나에서 시작되기 2주 전인 1974년 7월 29일, 유라이어 힙과 맨프레드 맨으로 오프닝하기 전에 리의 생일인 7월 29일에 합류했다. 올해 말까지 그 그룹은 후속 음반을 위한 새로운 자료를 작성했다.
1974년 12월 닷새간의 휴식 후, 러시는 미국 및 캐나다 투어에서 공백기 동안 1975년 1월 토론토 사운드 스튜디오에서 《Fly by Night》를 녹음했다. 라이프슨은 녹음하는데 약 5일이 걸렸고 믹싱이 끝나면 1월 15일 콘서트를 위해 케이스를 챙기고 위니펙으로 이동했다고 말했다. 이 음반은 테리 브라운이 공동으로 제작한 이 밴드의 첫 번째 음반으로, 그는 《Signals》(1982년)까지 이 역할을 유지했다. 라이프슨은 음반에 수록된 곡들에 만족했고 이 곡이 그룹의 두 번째 시작이라고 생각했다. 리는 자신들의 레이블 경영진이 데뷔 스타일의 자료를 원했기 때문에 음반에 수록된 자료들, 특히 〈By-Tor and the Snow Dog〉을 이해하는데 어려움이 있었다고 회상했다.

## 발매 및 평가
| 전문가 평가                   | 전문가 평가 |
| 평가 점수                     | 평가 점수   |
| 출처                          | 점수        |
| ----------------------------- | ----------- |
| AllMusic                      | [ 8 ]       |
| Music Emissions               | [ 9 ]       |
| The Rolling Stone Album Guide | [ 10 ]      |

《Fly by Night》는 1975년 2월에 발매되었고 캐나다에서 9위, 미국 빌보드 200에서 113위에 올랐다. 타이틀곡은 1975년 5월, 싱글로 발매되어 캐나다 45위, 미국 88위에 올랐다. 1977년 5월, 〈Making Memories〉가 그 뒤를 이었다. 1975년 10월까지 이 음반은 110,000장이 팔렸다. 오리지널 바이닐 압착물에는 사진 속 소매와 피어트가 손으로 쓴 가사가 들어 있었다.
러시는 1975년 2월부터 6월까지 70여 개 도시를 순회하며 키스와 에어로스미스를 위해 음반을 지원했다. 그들은 토론토의 매시 홀에서 4,000명을 위한 매진 공연을 포함하여 캐나다 전역에서 그들의 첫 주요 헤드라인 쇼를 공연했다.

## 곡 목록
모든 곡들은 특별한 언급이 없는 한 닐 피어트에 의해 작사하였다.
| #  | 제목 | 작사 | 작곡                     | 재생 시간 |
| -- | --- | ---- | ------------------------ | --------- |
| 1. | 〈Anthem〉 |      | 게디 리, 알렉스 라이프슨 | 4:21      |
| 2. | 〈Best I Can〉 | 리   | 리                       | 3:24      |
| 3. | 〈Beneath, Between and Behind〉 |      | 라이프슨                 | 2:59      |
| 4. | 〈By-Tor and the Snow Dog - I. At the Tobes of Hades - II. Across the Styx - III. Of the Battle - i. Challenge and Defiance - ii. 7/4 War Furor - iii. Aftermath - iv. Hymn of Triumph - IV. Epilogue〉 |      | 리, 라이프슨             | 8:37      |

| #  | 제목                | 작사 | 작곡         | 재생 시간 |
| -- | ------------------- | ---- | ------------ | --------- |
| 5. | 〈Fly by Night〉    |      | 리           | 3:18      |
| 6. | 〈Making Memories〉 |      | 리, 라이프슨 | 2:58      |
| 7. | 〈Rivendell〉       |      | 리           | 4:52      |
| 8. | 〈In the End〉      | 리   | 리, 라이프슨 | 6:44      |

## 인증
| 국가                       | 인증     | 판매량/출하량 |
| -------------------------- | -------- | ------------- |
| 캐나다 (뮤직 캐나다)       | 플래티넘 | 100,000^      |
| 미국 (RIAA)                | 플래티넘 | 1,000,000^    |
| ^출하량을 기반으로 한 인증 |          |               |